# Alfa Steel
 (mai 2022).
La série ALFA Steel est une série de revolvers de fabrication tchèque  produits par Alfa Proj depuis 1993. Ils sont conçus pour le tir sportif, les besoins de défense personnelle et, pour les utilisateurs qui préfèrent les cartouches spéciales .32 S&W et .38.  L'ALFA Series Steel fait partie des trois séries de revolvers fabriquées par ALFA : Séries ALFA, Séries ALFA Steel et Séries Alfa Holek.  Tous les revolvers de la série ALFA Steel ont des finitions bleuies, et les quatre seuls modèles à ne pas avoir de finition chromée sont les quatre modèles Sport.

## Fiche technique de l'Alfa Steel 357 Magnum
- Pays d'origine : République Tchèque
- Fonctionnement : double action (système S&W M&P simplifié), barillet tombant à gauche
- Visée : fixe (canon  très court) ou réglables
- Munition : .357 Magnum. Existe aussi en .38 Special/9 mm Luger/.22 LR/.22 Magnum
- Canon : 5/7,6/10/15 cm
- Longueur  du revolver : 19 à 29 cm
- Masse à vide : 850 à 1 150 g
- Capacité du barillet :
  - 6 coups en  gros calibre
  - 9 coups en petit calibre

## Diffusion
Les versions à canon court (souvent en .38 Special) sont utilisés par les  citoyens et policiers tchèques. Les autres versions attirent les tireurs sportifs de l'UE. Enfin les armes exportés au Canada sont légèrement modifiés pour respecter les lois locales.
Cette  même  version à canon court arme souvent les adversaires de la brigade autoroutière (section fictive de la police autoroutière allemande Autobahnpolizei)  de Cologne/Düsseldorf dans la série d'action  allemande Alerte Cobra .